# Svatá Dobrotivá
Klášter Svatá Dobrotivá, je augustiniánský klášter ve středočeské obci Zaječov v okrese Beroun. Tento klášter, založený ve 14. století a v 17. století barokně přestavěný, byl prvním augustiniánským klášterem v Čechách. Díky ostatkům sv. Benigny se stal i významným poutním místem. Je zapsán v seznamu kulturních památek České republiky.

## Historie

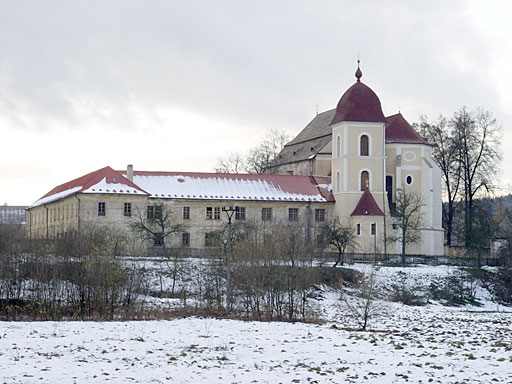
Zimní pohled na klášter Svaté Dobrotivé

Zdejší konvent s kostelem zasvěceným Zvěstování Panny Marie založil v roce 1262 Oldřich Zajíc z Valdeka jako dík za vítězství Přemysla Otakara II. nad uherským králem Bélou IV. v bitvě u Kressenbrunnu. Byl založen v lokalitě tehdy zvané Ostrov. Již v následujícím roce uvedl Oldřich do kláštera augustiniány poustevníky. Výstavba kláštera probíhala až do konce 14. století.
V roce 1327 klášter získal ostatky svaté Dobrotivé (Benigny), umučené roku 449. Od té doby nese klášter její jméno. Stal se cílem každoročních poutí až do husitských válek, kdy byl několikrát zpustošen. Stavební obnova kostela a konventu začala patrně po roce 1496 a trvala do 20. let 16. století. Zmenšená komunita žila v upraveném klášteře do roku 1552, kdy poslední mniši odešli do Prahy. Areál přešel do rukou rodu Zajíců, později Lobkoviců. Jim byl tento majetek v roce 1594 zkonfiskován a připadl královské komoře. V roce 1620 utrpěl klášter opět značné škody.
Roku 1676 byl klášter vrácen augustiniánům a proběhla velkorysá barokní přestavba podle plánů italského architekta Dominika Canevalleho a jeho syna. Nejprve bylo přistoupeno k obnově kostela, pak následovala přestavba kaple, chóru pro řeholníky, výstavba nové věže a rekonstrukce východního a jižního křídla konventu. Stavební práce pokračovaly do 1. třetiny 18. století. Kostel prodělal další přestavbu, ale západní křídlo zůstalo nedostavěno. Pro svou pověst o zázračné sošce svaté Benigny byl kostel významným poutním místem. 
Roku 1785 byl na základě josefínských reforem klášter zrušen, ale v roce 1789 učinil Josef II. výjimku za podmínky, že místní augustiniáni převezmou pastorační péči v oblasti. Konventní budova byla upravena na faru a školu. V roce 1866 byl areál poškozen pruským vojskem, brzy poté začala obnova chrámu i konventních budov. 
Klášter byl násilně zrušen v dubnu 1950 v rámci Akce K, kdy byli zdejší řeholníci internováni do pracovních táborů. 1. září 1950 byl v místní části Zaječova Svatá Dobrotivá zřízen 52. pomocný technický prapor a areál kláštera začal chátrat.
Po roce 1990 byl klášter vrácen augustiniánům, je postupně opravován, a v kostele se slouží pravidelné bohoslužby, které dojíždějí sloužit augustiniáni z pražského kláštera u kostela sv. Tomáše.

## Popis
Jádrem klášterního areálu je trojlodní kostel Zvěstování Panny Marie, v jádru gotický, později barokně upravený. Na jeho presbytář navazují východní a jižní patrová křídla konventu. Západní stranu uzavírá ohradní zeď s branou. Mezi presbytářem kostela a severním průčelím konventu se nachází sakristie s kaplí sv. Augustina a sv. Mikuláše Tolentinského, nad níž byla postavena věž. Mezi kaplí a závěrem kostela byla umístěna kaplička sv. Dobrotivé.

## Legenda o založení kláštera
Jedné noci, když odpočíval Oldřich na svém Valdeku, zjevili se mu dva krásní muži a vyzvali ho, aby je následoval. Náhle se ocitl v krásném údolí uprostřed lesů a vedle mužů spatřil spanilou pannu. Netušil, kdo to je, až mu ti muži sdělili, že jde o Pannu Marii. Vyzvala ho, aby na její počest na tomto místě postavil klášter. Když se Oldřich vracel na Valdek, strážný se velmi divil, protože ho neviděl odcházet. Nazítří jel Oldřich do Prahy ke králi Přemyslovi, vyjevil mu své vidění a požádal o povolení vystavět na vykázaném místě kostel a klášter.